# Alica Schmidt
Alica Schmidt (Worms, 8 november 1998) is een atleet uit Duitsland.
In 2017 behaalde Schmidt de tweede plaats op het EK O20 bij het onderdeel 4x400 meter estafette.
Twee jaar later liep ze weer op het EK O20, en behaalde ze de derde plaats.
Schmidt zou in 2021 deelnemen aan de 4x400 meter gemengde estafette op de Olympische Zomerspelen van Tokio. maar werd als reserve uiteindelijk niet ingezet, en reisde enkel mee naar Tokio.

## Persoonlijk record
| Onderdeel | Resultaat | Jaar |
| --------- | --------- | ---- |
| 100 m     | 12,03 sec | 2020 |
| 200 m     | 24,14 sec | 2021 |
| 400 m     | 52,21 sec | 2020 |

| Onderdeel | Resultaat | Jaar |
| --------- | --------- | ---- |
| 200 m     | 24,19 sec | 2020 |
| 400 m     | 53,53 sec | 2021 |

- World Athletics: 14592274